# Von-Braun-Paradigma
Das Von-Braun-Paradigma basiert auf den Visionen des deutsch-amerikanischen Raketeningenieurs Wernher von Braun über die Raumfahrt. Der Begriff wurde im Jahre 1994 von Dwayne A. Day geprägt. Dwayne A. Day bezeichnete das Paradigma als eine langfristige NASA-Strategie für bemannte Raumfahrten. Die Grundidee des Von-Braun-Paradigmas ist, dass die Entwicklung der Raumfahrt in einer logischen Reihenfolge erfolgen soll, beginnend mit der Durchführung von suborbitalen und orbitalen Flügen und endend mit der Kolonisation des Mondes und des Mars.

## Aufbau
Das Von-Braun-Paradigma kann in fünf Schritten zusammengefasst werden:
1. Im ersten Schritt sollen Mehrstufenraketen, die Satelliten, Tiere und Menschen ins Weltall bringen, konstruiert werden.
2. Darauf folgend soll die Entwicklung eines wiederverwendbaren Raumfahrzeuges ermöglichen, Menschen und Ausrüstung auf die Umlaufbahn der Erde zu transportieren. Auf diese Weise kann die Reise in den Weltraum routiniert und kostengünstiger durchgeführt werden.
3. Die Konstruktion einer Raumstation soll als Plattform für die Beobachtung der Erde und den Start einer Weltraum-Expedition dienen.
4. Von Braun wollte mit den ersten Mondlandungen die Kolonisation des Mondes anstoßen. Seine Vision war es, auf Dauer eine Mondbasis zu errichten.
5. Eine Kolonisation des Mars ist der letzte Schritt des Von-Braun-Paradigmas.

Diese Art der Aufteilung des Paradigmas wurde auch von anderen Wissenschaftlern, wie Howard McCurdy, Roger Launius und Michael J. Neufeld, in diversen Zeitschriften und Büchern publiziert.